# Мартин Кослек
Ма́ртин Ко́слек (англ. Martin Kosleck; 24 марта 1904[…], Колчигловы, Поморское воеводство — 15 января 1994, Санта-Моника, Калифорния) — немецко-американский актёр кино и телевидения.

## Биография
Николаи Йошкин (настоящее имя актёра) родился 24 марта 1904 года в деревне Баркоцин (тогда — Померания, Германская империя; ныне — Поморское воеводство, Польша) в семье русских евреев. Его отец был лесником, свою настоящую фамилию актёр позднее обозначил как «немецко-русскую».
Мальчик с детства проявил интерес к актёрскому мастерству, шесть лет посещал Школу драмы Макса Рейнхардта, выступал в ревю и мюзиклах на сценах Берлина. В 1930 году впервые появился в кино, но в немецком кинематографе его роли ограничились двумя лентами. Едва только в Германии начали ощущать силу нацисты, Николаи в 1931 году эмигрировал в Великобританию. В 1932 году он уплыл в США, год прожил в Нью-Йорке, а в конце 1933 года прибыл в Голливуд с твёрдым намерением продолжить свою карьеру киноактёра. К тому времени гестапо внесло его в свой список «нежелательных элементов», и словно в насмешку, в дальнейшем актёр играл преимущественно злодеев-нацистов, и даже пять раз самого Йозефа Геббельса. Продюсеров в Мартине Кослеке (такой актёрский псевдоним он себе взял) привлекали ледяное поведение и пронзительный взгляд, очень подходящие для таких ролей. Также актёра нередко брали на роли русских и французов.
Однако голливудская карьера Кослека задалась не сразу. В 1934 году он сыграл небольшую роль без указания в титрах в фильме «Мода 1934 года», а затем актёр начал регулярно и много сниматься лишь с 1939 года, вернувшись на эти пять лет в Нью-Йорк, на сцену. Всего с 1939 по 1980 год Кослек снялся в 91 кино- и телефильмах и телесериалах, в том числе в шести случаях без указания в титрах, а три ленты были короткометражными.
Наиболее заметная бродвейская работа Кослека — «Безумная из Шайо», где он играл роль глухонемого с 1948 по 1950 год. С 1952 года начал сниматься на телевидении. В 1973 году актёр пережил инфаркт, и на этом его карьера фактически была окончена: за следующие семь лет он появился в эпизодических ролях лишь в двух фильмах (одном короткометражном) и двух сериалах (по одному эпизоду); в 1980 году Кослек полностью удалился на покой.
Мартин Кослек скончался 15 января 1994 года в городе Санта-Моника (штат Калифорния), не дожив до 90-летнего юбилея два месяца и девять дней.

### Личная жизнь
С самого своего прибытия в США Кослек поддерживал очень близкие отношения с актёром Гансом Генрихом фон Твардовски (1898—1958). Про их бурную жизнь последний неоднократно писал в письмах своей близкой подруге Марлен Дитрих. Мужчины поддерживали близкие отношения до самой смерти Твардовски в 1958 году.
27 мая 1947 года Кослек неожиданно для всех женился на бывшей богачке, представительнице известной семьи, Элеоноре фон Мендельсон (1900—1951). В 1951 году она совершила самоубийство.

## Избранная фильмография

### Широкий экран
- 1930 — Альрауне / Alraune — Вольфганг Петерсен
- 1930 — Поющий город[англ.] / Die singende Stadt — Бобби Бертлинг
- 1934 — Мода 1934 года[англ.] / Fashions of 1934 — хореограф (в титрах не указан)
- 1939 — Признания нацистского шпиона[англ.] / Confessions of a Nazi Spy — Йозеф Геббельс (в титрах не указан)
- 1939 — Медсестра Эдит Кэвелл[англ.] / Nurse Edith Cavell — Пьер
- 1939 — Шпионский агент[англ.] / Espionage Agent — Карл Муллен
- 1939 — Неподражаемый сыщик Ник Картер[англ.] / Nick Carter, Master Detective — Отто Кинг
- 1940 — Иностранный корреспондент / Foreign Correspondent — бродяга
- 1941 — Безумный доктор[англ.] / The Mad Doctor — Морис Грец
- 1941 — Международная леди / International Lady — Брюнер
- 1941 — Взятка дьявола[англ.] / The Devil Pays Off — Гребб, бандит
- 1942 — На протяжении всей ночи / All Through the Night — Штейндорф
- 1942 — Ночной беглец[англ.] / Fly-by-Night — Джордж Тейлор
- 1942 — Нацистский агент / Nazi Agent — Курт Рихтен
- 1943 — Четники! / Chetniks! The Fighting Guerrillas — полковник Брокнер
- 1943 — Не будь сосунком[англ.] / Don't Be a Sucker — нацист-оратор (к/м; в титрах не указан)
- 1943 — Ночные бомбардировщики[англ.] / Bomber's Moon — майор люфтваффе фон Штрейхер
- 1943 — Северная звезда / The North Star — доктор Рихтер
- 1944 — Великая тайна Аляски[англ.] / The Great Alaskan Mystery — доктор Хаус
- 1944 — Банда Гитлера[англ.] / The Hitler Gang — Йозеф Геббельс
- 1944 — Проклятие мумии / The Mummy's Curse — Раджеб
- 1945 — Странные каникулы[англ.] / Strange Holiday — инспектор
- 1945 — Застывший призрак[англ.] / The Frozen Ghost — Руди Полден
- 1945 — Бегство в Алжир / Pursuit to Algiers — Мирко
- 1945 — Паук / The Spider — Михаил Барак
- 1946 — Перед самым рассветом / Just Before Dawn — Карл Гансс
- 1946 — Дом ужасов[англ.] / House of Horrors — Марсель Де Ланж
- 1946 — Женщина-волк из Лондона / She-Wolf of London — Дуайт Северн
- 1947 — Начало или конец[англ.] / The Beginning or the End — доктор О. Е. Фриш (в титрах не указан)
- 1948 — Подписавшийся на опасность[англ.] / Assigned to Danger — Луи Волкс
- 1948 — Бухта контрабандистов[англ.] / Smugglers' Cove — граф Борис Петров
- 1956 — Шпион для Германии[нем.] / Spion für Deutschland — Гриффинс
- 1961 — Что-то дикое[англ.] / Something Wild — домовладелец
- 1962 — Гитлер / Hitler — Йозеф Геббельс
- 1964 — Пожиратели плоти[англ.] / The Flesh Eaters — профессор Питер Бартелл, морской биолог, отшельник
- 1964 — 36 часов[англ.] / 36 Hours — Кратц
- 1965 — Моритури / Morituri — Вильке
- 1966 — Агент для H.A.R.M.[англ.] / Agent for H.A.R.M. — Бэзил Малко
- 1970 — В какой стороне линия фронта?[англ.] / Which Way to the Front? — капитан Шмидт (в титрах не указан)
- 1980 — Человек с лицом Богарта[англ.] / The Man with Bogart's Face — Хорст Боршт

### Телевидение
- 1952 — Роберт Монтгомери представляет[англ.] / Robert Montgomery Presents — капитан Крюгер (в эпизоде The Sheffield Story)
- 1954 — Студия Один[англ.] / Studio One — Попоченко (в эпизоде The Expendables)
- 1962 — Триллер[англ.] / Thriller — полковник Андре Бертруа (в эпизоде Waxworks)
- 1963 — Стрелок[англ.] / The Rifleman — Джо Стэник (в эпизоде Old Tony)
- 1964 — Путешествие на дно моря / Voyage to the Bottom of the Sea — режиссёр (в эпизоде The Fear-Makers)
- 1964—1965 — Жулики[англ.] / The Rogues — разные роли (в 2 эпизодах)
- 1965 — За гранью возможного / The Outer Limits — доктор Лео Хауснер (в эпизоде The Brain of Colonel Barham)
- 1965 — Правосудие Бёрка[англ.] / Burke's Law — Басалон (в эпизоде Password to Death)
- 1965 — Напряги извилины / Get Smart — доктор Драго (в эпизоде Weekend Vampire)
- 1966 — Вертикальный взлёт[англ.] / 12 O'Clock High — полковник Отто Ульрих (в эпизоде To Seek and Destroy)
- 1966—1967 — Девушка от Д.Я.Д.И.[англ.] / The Girl from U.N.C.L.E. — разные роли (в 2 эпизодах)
- 1966—1967 — ФБР / The F.B.I. — разные роли (в 2 эпизодах)
- 1967 — Бэтмен / Batman — профессор Шарм (в 2 эпизодах[англ.])
- 1967 — Человек от Д.Я.Д.И.[англ.] / The Man from U.N.C.L.E. — разные роли (в 3 эпизодах[англ.])
- 1968 — Гориллы Гаррисона[англ.] / Garrison's Gorillas — немецкий генерал (в эпизоде Time Bomb)
- 1968—1969 — Дикий, дикий Уэст[англ.] / The Wild Wild West — разные роли (в 2 эпизодах[англ.])
- 1968—1969 — Требуется вор[англ.] / It Takes a Thief — разные роли (в 3 эпизодах)
- 1969 — Миссия невыполнима / Mission: Impossible — генерал (в эпизоде The Bunker: Part 1)
- 1969 — Разбуди меня, когда закончится война[англ.] / Wake Me When the War Is Over — дворецкий
- 1970 — Герои Хогана[англ.] / Hogan's Heroes — генерал Мюллер (в эпизоде The Gestapo Takeover[англ.])
- 1971 — Лонгстрит[англ.] / Longstreet — Фон Маркс (в пилотном эпизоде)
- 1971 — Ночная галерея[англ.] / Night Gallery — Хьюго (в эпизоде The Devil Is Not Mocked)
- 1972 — О’Хара — достояние Америки[англ.] / O'Hara, U.S. Treasury — доктор Клаус Фогель (в эпизоде Operation: Dorias)
- 1972 — Поиск[англ.] / Search — Йосип Дижилас (в эпизоде Live Men Tell Tales)
- 1973 — Любовь по-американски[англ.] / Love, American Style — Леонид (в эпизоде Love and the Cozy Comrades)
- 1973 — Баначек[англ.] / Banacek — Бруно Ауфдергейди (в эпизоде The Three Million Dollar Piracy)
- 1976 — Сэнфорд и сын[англ.] / Sanford and Son — генерал (в эпизоде Sergeant Gork)
- 1977 — Братья Харди и Нэнси Дрю[англ.] / The Hardy Boys/Nancy Drew Mysteries — гражданин (в эпизоде Hardy Boys and Nancy Drew Meet Dracula, Part II)

### Прочие работы
- 1967 — Тобрук[англ.] / Tobruk — постановщик диалогов